# Jana Bellinová
Jana Bellinová, rozená Malypetrová (* 9. prosince 1947 Praha), je anglická mezinárodní velmistryně, do roku 1969 reprezentující Československo. Je vnučkou československého ministerského předsedy z let 1932–1935 Jana Malypetra. V roce 1970 se provdala za anglického mezinárodního mistra Williama R. Hartstona (* 1947) a získala britské státní občanství. Jejím druhým manželem byl anglický mezinárodní velmistr Anthony Miles (* 1955) a potřetí se provdala za anglického mezinárodního mistra Roberta Bellina (* 1952).
Je lékařkou, specialistkou v oboru anesteziologie a pracuje na jednotce intenzivní péče v Sandwellské všeobecné nemocnici ve West Bromwichi v hrabství West Midlands. Zastává také funkci předsedkyně lékařské komise FIDE, jež dohlíží na dopingové testy šachistů.

## Tituly
V roce 1969 získala titul mezinárodní mistryně. Titul mezinárodní velmistryně získala v roce 1982.

## Soutěže jednotlivkyň
Je dvojnásobnou mistryní Československa (1965 a 1967) (druhá byla v roce 1964 a třetí v letech 1963, 1966 a 1968). Je také osminásobnou mistryní Velké Británie z let 1971 až 1974, 1976, 1977 a 1979.
Hrála na třech mezipásmových turnajích mistrovství světa žen v šachu v letech 1973, 1976 a 1979.

## Soutěže družstev
Na šachových olympiádách žen reprezentovala Jana Bellinová roku 1966 a 1969 dvakrát Československo a v letech 1972 až 2006 třináctkrát Velkou Británii. Roku 1969 byla společně se Štěpánkou Vokřálovou a Květou Eretovou členkou týmu, který vybojoval v Lublinu pro Československo bronzovou medaili. Roku 1976 získala s anglickým týmem v Haifě medaili stříbrnou. V roce 1992 reprezentovala Anglii na Mistrovství Evropy družstev žen.

### Šachové olympiády žen
Na šachových olympiádách žen odehrála 161 partií a získala v nich 93 bodů. Byla druhá nejlepší na druhé šachovnici v roce 1966 a na první šachovnici v roce 1976.
| Rok  | Družstvo | Olympiáda | Místo        | Deska | ELO  | Počet bodů | Odehráno partií | pořadí na šachovnici | pořadí družstvo |
| ---- | -------- | --------- | ------------ | ----- | ---- | ---------- | --------------- | -------------------- | --------------- |
| 1966 | ČSSR     | 3.(ž)     | Oberhausen   | 2.    | x    | 7,5        | 12              | 2.                   | 6.              |
| 1969 | ČSSR     | 4.(ž)     | Lublin       | 3.    | x    | 6          | 10              | 5.                   | 3.              |
| 1972 | Anglie   | 5.(ž)     | Skopje       | 1.    | 2210 | 7          | 11              | 6.                   | 8.              |
| 1976 | Anglie   | 22.       | Haifa        | 1.    | 2230 | 9          | 11              | 2.                   | 2.              |
| 1978 | Anglie   | 23.       | Buenos Aires | 1.    | 2240 | 7          | 12              | 12.                  | 8.              |
| 1980 | Anglie   | 24.       | La Valletta  | 1.    | 2220 | 7,5        | 12              | 10.                  | 14.             |
| 1982 | Anglie   | 25.       | Lucern       | 1.    | 2240 | 9          | 14              | 9.                   | 11.             |
| 1984 | Anglie   | 26.       | Soluň        | 1.    | 2245 | 8,5        | 13              | 11.                  | 8.              |
| 1986 | Anglie   | 27.       | Dubaj        | 1.    | 2265 | 6          | 12              | 22.                  | 8.              |
| 1988 | Anglie   | 28.       | Soluň        | 2.    | 2300 | 3,5        | 9               | 43.                  | 12.             |
| 1990 | Anglie   | 29.       | Novi Sad     | 2.    | 2230 | 8          | 13              | 14.                  | 7.              |
| 1992 | Anglie   | 30.       | Manila       | 2.    | 2240 | 5          | 11              | 39.                  | 22.             |
| 1994 | Anglie   | 31.       | Moskva       | 3.    | 2210 | 5,5        | 10              | 24.                  | 8.              |
| 1996 | Anglie   | 32.       | Jerevan      | 4.    | 2215 | 0,5        | 3               | x                    | 10.             |
| 2006 | Anglie   | 37.       | Turín        | 3.    | 2170 | 3          | 8               | 78.                  | 42.             |